# Стоу (Охајо)
Стоу (енгл. Stow) град је у америчкој савезној држави Охајо.

## Демографија
По попису из 2010. године број становника је 34.837, што је 2.698 (8,4%) становника више него 2000. године.
| Група             | 2000.          | 2010.          |
| Белци             | 30.415 (94,6%) | 32.054 (92,0%) |
| Афроамериканци    | 495 (1,5%)     | 943 (2,7%)     |
| Азијати           | 615 (1,9%)     | 844 (2,4%)     |
| Хиспаноамериканци | 291 (0,9%)     | 514 (1,5%)     |
| Укупно            | 32.139         | 34.837         |